# Terry Sas
Terry Sas (23 januari 1986) is een Nederlands oud-basketballer.
Sas speelde van 2004 tot 2007 voor BC Omniworld Almere. In het seizoen 2004/05 werd hij gekozen tot Rookie of the Year. Van 2007 tot 2009 speelde hij voor BlueStream Seals uit Den Helder. In 2009 ging hij na het faillissement van de Seals naar Zorg en Zekerheid Leiden. Op 30 mei 2012 beëindigde hij zijn carrière.

## Erelijst
- Eredivisie (1): 2010–11
- NBB-Beker (1): 2009–10
- Supercup (1): 2011
- Rookie of the Year (1): 2004–05
- All-Star Driepuntskampioen (1): 2012

## Statistieken
Dutch Basketball League
| Jaar    | Team   | GS | MPW  | 2P%  | 3P%  | VW%  | RPW | APW | SPW | BPW | PPW |
| ------- | ------ | -- | ---- | ---- | ---- | ---- | --- | --- | --- | --- | --- |
| 2010–11 | Leiden | 24 | 18.3 | .368 | .345 | .667 | 1.4 | 0.4 | 0.7 | 0.0 | 6.3 |
| 2011–12 | Leiden | 28 | 12.1 | .381 | .370 | .700 | 1.3 | 0.3 | 0.1 | 0.1 | 4.3 |